# Mesocypris insularis
Mesocypris insularis är en kräftdjursart som först beskrevs av Chapman 1963.  Mesocypris insularis ingår i släktet Mesocypris och familjen Cyprididae. Inga underarter finns listade i Catalogue of Life.